# Sedan-kráter
A Sedan-kráter a Sedan nukleáris kísérlet eredménye, mely a nevadai Nukleáris Kísérleti Területen található. A kráter 1994. március 14-én került az Amerikai Egyesült Államok történelmi helyszíneinek nyilvántartásába. A kráter egyike azoknak az ember alkotta objektumoknak, amelyek szabad szemmel láthatóak Föld körüli pályáról.
A kráter közel 11 millió tonna kőzet megmozgatásának eredménye. Évente több mint 10.000 látogató érkezik a kráterhez az Egyesült Államok Energiaügyi Hivatala és a Egyesült Államok Nukleáris Biztonsági Igazgatósága által kínált ingyenes havi túrák keretében.

## Története
A kráter 1962. július 6-án jött létre egy 104 kilotonna TNT-nek megfelelő (435 TJ) földalatti atomrobbantás következményeként, melyet a Plowshare-program keretében hajtottak végre.
Mivel nevadai kísérleti terület krátereinek topográfiája hasonló jellemzőket mutat a Hold krátereivel, 1970 novemberében az Apollo–14 űrhajósai is meglátogatták a Sedan krátert. Az Apollo–16 és Apollo–17 legénysége is kapott kiképzést a nevadai kísérleti zóna krátereinél 1971-ben és 1972-ben.